# Cherry Fork
Cherry Fork é uma vila localizada no estado norte-americano de Ohio, no Condado de Adams.

## Demografia
Segundo o censo norte-americano de 2000, a sua população era de 127 habitantes.
Em 2006, foi estimada uma população de 135, um aumento de 8 (6.3%).

## Geografia
De acordo com o United States Census Bureau tem uma área de
0,3 km², dos quais 0,3 km² cobertos por terra e 0,0 km² cobertos por água.

## Localidades na vizinhança
O diagrama seguinte representa as localidades num raio de 20 km ao redor de Cherry Fork.